# Grauer Bambushai
Der Graue Bambushai (Chiloscyllium griseum) ist ein Hai aus der Familie der Bambushaie (Hemiscylliidae).

## Merkmale
Die Art erreicht eine Länge von maximal 77 Zentimeter, erwachsene Tiere messen meist zwischen 50 und 60 Zentimeter. Der Körper und Schwanz ist wie bei anderen Arten der Gattung schlank, er besitzt keine Leisten an den Körperseiten. Der Hai ist meistens gleichmäßig grau gefärbt und besitzt keine Zeichnungsmuster auf dem Körper und den Flossen. Bei den Jungtieren können Sattelflecken und Bänder auf dem Körper ausgebildet sein, die jedoch nicht scharf begrenzt sind.
Das Maul liegt deutlich vor den für die Gattung recht großen Augen. Sowohl die beiden Rückenflossen wie auch die Afterflosse setzen sehr weit hinten am Körper an. Die erste Rückenflosse setzt dabei oberhalb der Bauchflossen oder direkt hinter diesen an und der Beginn der Afterflosse liegt weit hinter dem Ende der zweiten Rückenflosse. Der Hinterrand der Rückenflossen ist gerade bis leicht konvex.

## Verbreitung und Lebensraum
Der Graue Bambushai lebt in weiten Teilen des Küstengebiets des Indischen Ozeans vor Indien, Sri Lanka, Singapur, Malaysia und Thailand. Bei östlicheren Nachweisen um Indonesien bis Neuguinea handelt es sich wahrscheinlich um Funde des Indonesischen Bambushais (C. hasselti).
Er lebt auf dem Kontinentalschelf in Küstennähe sowie in Lagunen und kommt in Tiefen von 5 bis 80 Meter vor.

## Lebensweise
Über die Lebensweise des Schlanken Bambushais ist vergleichsweise wenig bekannt. Wahrscheinlich ernährt er sich wie verwandte Arten vor allem von wirbellosen Tieren. Die Art ist eierlegend (ovipar) und legt kleine, ovale Eier auf den Meeresboden. Die Junghaie schlüpfen mit einer Länge von etwa 12 Zentimetern und die Geschlechtsreife erreichen die Tiere mit einer Länge von 45 bis 55 Zentimetern.

## Verhältnis zum Menschen
Die kleinen Haie werden aufgrund ihrer geringen Größe als für den Menschen ungefährlich eingestuft. Er wird häufig von Küstenfischern in Indien, Sri Lanka und anderen Staaten gefangen, wo er als Nahrung genutzt wird, und kann von einer Überfischung sowie von starken Veränderungen seiner Habitate in Küstennähe betroffen sein, insbesondere von der Zerstörung von Korallenriffen. Da wenig über die Lebensweise und Fortpflanzung dieses Hais bekannt ist, wird angenommen, dass er auf einen erhöhten Fischereidruck empfindlich reagiert. Die International Union for Conservation of Nature (IUCN) führt die Art gemäß der veröffentlichten Untersuchungen als gefährdet („Vulnerable“) in der Roten Liste gefährdeter Arten.